# Juliette Kayyem
Juliette N. Kayyem (Los Angeles, 16 augustus 1969) is een Amerikaanse zakenvrouw, auteur, columnist en nationale veiligheidsexpert.
Zij treedt op als nationale veiligheidsanalist voor CNN en is een wekelijkse gast op Boston Public Radio. Zij is docent Internationale Veiligheid aan de John F. Kennedy School of Government aan Harvard, lid van de Homeland Security Advisory Council, en lid van de Council on Foreign Relations en de Pacific Council on International Policy.
Zij is een voormalige kandidate voor de post van gouverneur van Massachusetts en voormalig columnist van The Boston Globe, waarin zij opiniestukken schreef over onderwerpen betreffende nationale veiligheid en buitenlandse aangelegenheden.

## Afkomst en opleiding
Kayyem werd in 1969 geboren in Los Angeles; haar ouders waren Libanees. Zij behaalde in 1991 haar bachelorgraad aan Harvard en in 1995 haar Juris. Doc. aan de Harvard Law School.

## Carrière
Als aankomend jurist begon zij haar juridische loopbaan in 1995 op het ministerie van Justitie, bij haar vertrek in 1999 was ze adviseur van minister Janet Reno. Van 1999 tot 2000 had Kayyem op voordracht van Richard Gephardt, de voormalig minderheidsleider in het Huis van Afgevaardigden, zitting in de National Commission on Terrorism, een door het Congres gemandateerde denktank die zich bezig hield met de vraag hoe de regering zich beter kon voorbereiden op de toenemende terroristische dreiging.
Onder voorzitterschap van Paul Bremer deed de commissie in het jaar 2000 een dringend beroep op de natie om de toenemende terroristische acties tegen de Verenigde Staten te erkennen en zich daarop in te stellen.
Kayyem werd door gouverneur Deval Patrick in januari 2007 benoemd tot Massachusetts' eerste onderminister voor Binnenlandse Veiligheid, verantwoordelijk voor de National Guard, de strategische veiligheidsplanning van de staat, en de verdeling van binnenlandse veiligheidsfondsen volgens de prioriteiten van de gouverneur.

## Departement van Binnenlandse Veiligheid
Op 5 maart 2009 benoemde minister Janet Napolitano van Binnenlandse Veiligheid Juliette N. Kayyem tot onderminister voor intergouvernementele aangelegenheden. Als onderminister was Kayyem verantwoordelijk voor gecoördineerde en consistente planning tussen het departement en al zijn partners op staats-, lokaal, tribaal, en territoriaal niveau inzake immigratie, delen van inlichtingen, militaire aangelegenheden, grensbewaking en het reageren op gebeurtenissen zoals de uitbraak van het H1N1 griepvirus, de aardbeving in Haïti en de BP-olieramp in de Golf van Mexico. In deze hoedanigheid functioneerde zij ook als door het Congres gemandateerde co-voorzitter van de Operationele Task Force, als lid van president Obama's Task Force voor Puerto Rico en van de Raad van Gouverneurs van het ministerie van Defensie. Ook leidde zij de beveiliging rond grote sportevenementen, waaronder het olympisch bid van Chicago, de Olympische Spelen in Vancouver, de Caribbean Games, en de World Equestrian Games. Ze was het meest vooraanstaande Arabisch-Amerikaanse vrouwelijke lid van het kabinet-Obama. Zij verliet het Departement van Binnenlandse Veiligheid 2010.

### Deepwater Horizon olieramp
In de onmiddellijke nasleep van de Deepwater Horizon-olieramp in 2010 in de Golf van Mexico werd Kayyem belast met de supervisie over de samenwerking van alle betrokken instanties en de intergouvernementele aangelegenheden voor het National Incident Command. Zij gaf namens het Witte Huis en het ministerie van Binnenlandse Veiligheid leiding aan de diverse samenwerkende instanties en de interdisciplinaire staf bij het vinden van een antwoord op onvoorziene uitdagingen, waaronder publieke beveiliging, publiek engagement, milieubescherming, en juridische schikkingen. Voor haar werk ontving zij de hoogste civiele onderscheiding die de Coast Guard kent.

## Kennedy School of Government
Eind 2011 keerde Kayyem terug naar de Kennedy School als docent overheidsbeleid. Zij is lid van de bestuursraad van het Belfer Center for Science and International Affairs, en co-faculteitshoofd van het Dubai Initiative. Sinds 2001 is zij vaste wetenschapper aan het Belfer Center; zij is zowel directeur van het Executive Session on Domestic Preparedness van de Kennedy School of Government, een onderzoeksprogramma naar bestrijding van terrorisme en binnenlandse veiligheid, als co-directeur van Harvard's Lange-termijn Juridische Strategie tot Bestrijding van Terrorisme. Zij gaf ook cursussen in Recht en Nationale Veiligheid. Op 7 mei 2015 benoemde minister Jeh Johnson Kayyem tot lid van de Homeland Security Advisory Council.

## Gouverneursverkiezing 2014 in Massachusetts
In augustus 2013 maakte Kayyem bekend dat zij zich voor de Democratische Partij kandidaat stelde voor de gouverneursverkiezing van 2014 in de staat Massachusetts. In februari 2014 meldde The Boston Globe dat zij had nagelaten te stemmen in 2009 een 2010. In die tijd woonde zij tijdelijk in Washington D.C.; zij had geen verzoek ingediend om bij volmacht te kunnen stemmen en zich ook niet ingeschreven om te kunnen stemmen in het District van Columbia.
Gevraagd naar haar stemgedrag, verklaarde haar woordvoerder aanvankelijk dat zij zich in die jaren had ingeschreven in het district van Columbia. De administratie liet later zien dat zij zich nooit had ingeschreven in Washington.
Geconfronteerd met dit bewijs, zei Kayyem's campagne-woordvoerder dat zij niet dacht in Massachusetts te kunnen stemmen zolang zij in Washington verbleef.
Tijdens de partijconventie van de staat Massachusetts op 14 juni 2014 slaagde Kayyem er niet in de vereiste 15% van de stemmen van gedelegeerden te behalen om deel te kunnen nemen aan de stemming voor de voorverkiezing.

## Overstap naar bedrijfsleven
Kayyem was door CNN/Fortune Magazine genomineerd als een van de "People to Watch." Zij treedt op als analist voor NBC, MSNBC News, en CNN. Haar tweewekelijkse Boston Globe-column wordt gedistribueerd via de kabelservice van The New York Times.
Ze was finalist voor de Pulitzer Prize van 2013 in de categorie 'Commentary' "voor haar kleurrijke, knap geschreven columns over een veelheid van onderwerpen, van vrouwen in gevecht tot olieboringen in Alaska".
In oktober 2017 werd Kayyem chief executive van Zemcar, een onderneming die deel-vervoer levert, in het bijzonder voor kinderen en senioren.
Kayyem is getrouwd met David J. Barron, rechter aan het First Circuit Court of Appeals.
Zij hebben een dochter en twee zoons. Haar autobiografie, Security Mom: An Unclassified Guide to Protecting Your Home and Our Homeland, verscheen in april 2016.